# René Just Haüy
René-Just Haüy [rené žyst auy] (28. února 1743 Saint-Just-en-Chaussée – 1. červn 1822 Paříž), známý též jako Abbé Haüy, byl francouzský mineralog. Založil pařížské Musée de minéralogie. Jeho bratr Valentin Haüy byl zakladatelem první školy pro slepce.
Jeho jménem je také pojmenován minerál haüyn. René Just Haüy bývá nazýván otcem moderní krystalografie. Je také jedním ze 72 významných mužů, jejichž jméno je zapsáno na Eiffelově věži v Paříži.

## Život
Narodil se v Saint-Just-en-Chaussée v departementu Oise. Jeho rodiče pocházeli z nižších vrstev a jen díky dobrosrdečnosti známých mohli syna poslat do vyšších škol. Haüy nejdříve studoval botaniku, ale po nehodě se začal zajímat o jiné odvětví přírodních věd – mineralogii. Podle legendy mu vypadl kus kalcitu a rozbil se na menší kostky, což vedlo Haüya k vyslovení teze o periodicitě krystalových struktur. Tento objev a formulace matematické teorie v Traité de minéralogie posunulo autora ve společenském žebříčku.
Během revolučních let byl uvězněn, hrozila mu dokonce poprava, jíž zabránil intervencí jiný přírodovědec Étienne Geoffroy Saint-Hilaire. V roce 1802 se Haüy stal profesorem mineralogie v Národním muzeu, ale v roce 1814 byl Bourbony, kteří se vrátili k moci, sesazen. V roce 1821 byl zvolen členem Královské švédské akademie věd. Poslední roky života opět trpěl bídou, ale až do své smrti v Paříži v roce 1822 zůstal nezlomen.
Jeho mladší bratr, Valentin Haüy, založil první školu pro nevidomé.

## Dílo

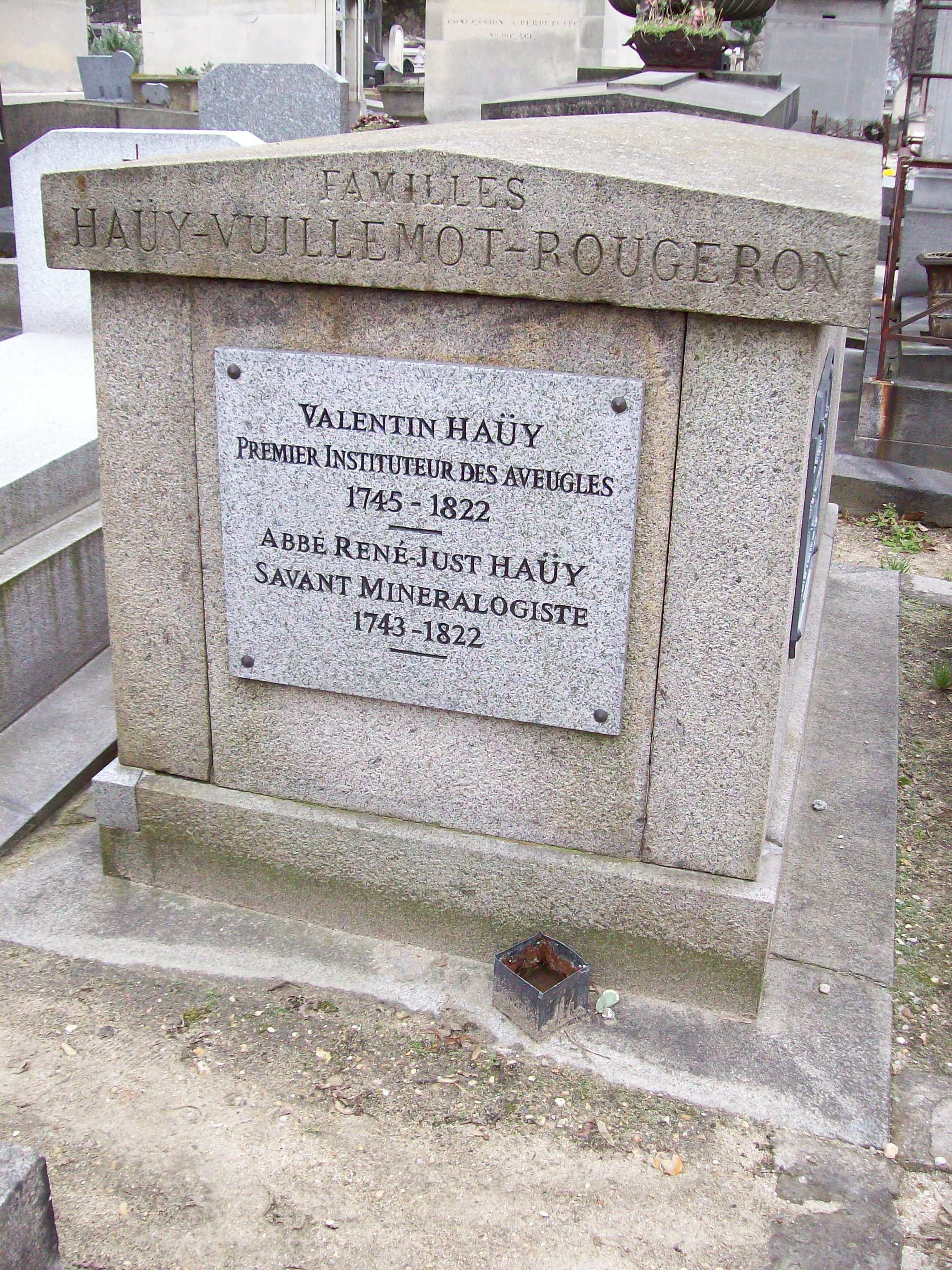
Hrob bratrů Haüyových na hřbitově Père-Lachaise

- Essai d'une théorie sur la structure des crystaux (1784)
- Exposition raisonnée de la théorie de l'électricité et du magnétisme, d'après les principes d'Aepinus (1787)
- De la structure considérée comme caractére distinctif des minéraux (1793)
- Exposition abrégée de la théorie de la structure des cristaux (1793)
- Extrait d'un traité élémentaire de minéralogie (1797)
- Traité de minéralogie (1801)
- Traité élémentaire de physique (1803, 1806)
- Tableau comparatif des résultats de la cristallographie, et de l'analyse chimique relativement a la classification des minéraux (1809)
- Traité des pierres précieuses (1817)
- Traité de cristallographie  (1822)